# Юбецу

44°9′5″ пн. ш. 143°34′23″ сх. д. / 44.15139° пн. ш. 143.57306° сх. д.
Ю́бецу (яп. 湧別町, ゆうべつちょう, МФА: [juːbet͡su̥ t͡ɕoː]) — містечко в Японії, в повіті Момбецу округу Охотськ префектури Хоккайдо. Станом на 1 жовтня 2008 року площа містечка становила 344,35 км². Станом на 31 березня 2017 населення містечка становило 9104 осіб.